# Nikolaj Medvedev
Nikolaj Medvedev (ur. 25 września 1933 w Kownie) – litewski polityk greckiego pochodzenia, inżynier i technik radiowy, deputowany do Rady Najwyższej ZSRR (1989–1991) oraz poseł na Sejm Republiki Litewskiej (1990–2004).

## Życiorys
W czasie II wojny światowej uczęszczał do szkoły podstawowej przy cerkwi prawosławnej w Kownie. Po ukończeniu szkoły średniej w rodzinnym mieście w 1952 podjął studia w kaliningradzkiej wyższej szkole marynarki wojennej, kształcił się w zakresie radiolokacji i radionawigacji. W latach 1956–1959 odbywał służbę w Armii Radzieckiej. W 1959 był dowódcą łodzi rakietowej jednak został zwolniony ze względu na „politycznie niesłuszne” (greckie) pochodzenie. Po 1959 pracował w instytucie techniki radiowej w Kownie.
Od 1962 do 1989 był członkiem KPZR. Pod koniec lat 80. zaangażował się w działalność polityczną. Był członkiem Sejmu Sąjūdisu oraz jego rady w Kownie. Redagował czasopismo „Kauno aidas”, będąc redaktorem jego rosyjskojęzycznej wersji.
W marcu 1989 wybrano go na deputowanego ludowego do Rady Najwyższej ZSRR z ramienia opozycji demokratycznej. Członkiem radzieckiego parlamentu pozostawał do jesieni 1991, współpracując tam z grupą parlamentarną Andrieja Sacharowa.
W lutym 1990 został wybrany do Rady Najwyższej Litewskiej SRR z poparciem Sąjūdisu w okręgu nr 122 Gudiena. Był przewodniczącym Komisji Mandatowej i Etyki oraz członkiem delegacji sejmowej prowadzącej negocjacje z władzami ZSRR. Po raz kolejny mandat uzyskał w 1992 z listy Litewskiej Partii Socjaldemokratycznej. Pracował wówczas w komisji bezpieczeństwa narodowego. W 1996 wybrano go do Sejmu z okręgu nr 46 Janiszki-Pokroje również z poparciem socjaldemokratów.
Po raz czwarty zdobył mandat poselski w 2000 z listy koalicji socjaldemokratycznej Algirdasa Brazauskasa. Był wówczas sekretarzem międzyparlamentarnego zgromadzenia prawosławnych chrześcijan oraz członkiem międzynarodowego zgromadzenia posłów pochodzenia greckiego.
W 2004 nie ubiegał się o reelekcję, cztery lata później bezskutecznie próbował powrócić do parlamentu w kolejnych wyborach.
Został członkiem rady litewskiej wspólnoty Greków. Działacz Litewskiej Partii Socjaldemokratycznej.

## Odznaczenia
- Krzyż Komandorski Orderu Wielkiego Księcia Giedymina – 2004[1]
- Medal Niepodległości Litwy – 2000[1]
- Medal Rady Bałtyckiej – 2003[2]